# José Fernando Marqués Martín
José Fernando Marqués Martínez (Madrid, 4 december 1984), voetbalnaam Marqués, is een Spaans profvoetballer. Hij speelt sinds 2010 bij het Italiaanse FC Parma.

## Clubvoetbal
Marqués debuteerde op 14 september 2002 in de Spaanse Primera División in de wedstrijd tegen Málaga CF. Hij kwam toen uit voor het Madrileense Rayo Vallecano. Hij komt dat seizoen tot 10 duels en degradeert uiteindelijk met zijn club naar de Segunda División A. Een jaar later keert hij weer terug op het hoogste niveau als Racing Santander hem contracteert. Hij komt hier echter sporadisch in actie, evenals in het seizoen daaropvolgend. Atlético Madrid verlost hem van heimwee naar de Spaanse hoofdstad door hem te huren van de club uit Cantabrië met een optie tot koop. Mede dankzij blessures en falen van Mateja Kežman komt Marqués tot 7 wedstrijden waarin hij indruk weet te maken. Toch koopt Atlético Madrid hem niet. Voor het seizoen 2006/07 moet de speler zich weer melden in Santander, maar hij lijkt plots van de aardbodem te zijn verdwenen. Hij komt niet opdagen bij zijn club voor trainingen en eveneens wordt zijn mobiele telefoon niet beantwoord. Als de speler dan weer opduikt geeft hij aan niet meer voor Racing Santander te willen spelen. Racing Santander geeft hem een disciplinaire straf van meer dan een maand en met de speler gaat het niet goed: roekeloos rijden, positieve alcoholcontrole, de speler haalt vaak het nieuws buiten het voetbal om. De oplossing volgt als eerst CD Castellón en later Atlético Madrid interesse voor hem tonen. Racing Santander laat de speler zonder transfersom vertrekken naar Atlético Madrid dat hem aantrekt voor het filiaal. Aan het einde van het seizoen 2006/07 krijgt Marques te horen dat hij niet op een plaats bij de selectie hoeft te rekenen en daarop besluit de speler te vertrekken.

## Statistieken
| seizoen    | club               | land        | competitie         | wed. | goals |
| ---------- | ------------------ | ----------- | ------------------ | ---- | ----- |
| 2002/03    | Rayo Vallecano     | Spanje      | Primera División   | 10   | 0     |
| 2003/04    | Rayo Vallecano     | Spanje      | Segunda División A | 25   | 2     |
| 2004/05    | Racing Santander   | Spanje      | Primera División   | 3    | 0     |
| 2004/05    | Atlético Madrid B  | Spanje      | Segunda División B | 16   | 4     |
| 2005/06    | Racing Santander   | Spanje      | Primera División   | 2    | 0     |
| 2005/06    | Atlético Madrid    | Spanje      | Primera División   | 7    | 0     |
| 2006/07    | Atlético Madrid B  | Spanje      | Segunda División B | ?    | ?     |
| 2006/07    | Atlético Madrid    | Spanje      | Primera División   | 3    | 0     |
| 2007/08    | Iraklis Saloniki   | Griekenland | Super League       | 13   | 1     |
| 2008/09    | Iraklis Saloniki   | Griekenland | Super League       | 15   | 0     |
| 2009/10    | Espanyol Barcelona | Spanje      | Primera División   | 21   | 1     |
| 2010/11    | FC Parma           | Italië      | Serie A            | 13   | 0     |
| 2011/12    | FC Parma           | Italië      | Serie A            | 0    | 0     |
| Bijgewerkt | 06-07-2011         |             |                    |      |       |